# Дефенс Форс
«Дефенс Форс» — тринидадский футбольный клуб из города Чагуарамас, в настоящий момент выступает в Про-лиге, сильнейшем дивизионе Тринидада и Тобаго. Клуб основан в 1974 году, в него входят военнослужащие Сил обороны Тринидада и Тобаго.
Домашние матчи проводит на стадионе «Хейсли Кроуфорд», вмещающем 27 000 зрителей. «Дефенс Форс» самый титулованный клуб Тринидада и Тобаго, и один из наиболее титулованных клубов в КОНКАКАФ.

## Достижения
- Чемпионат Тринидада и Тобаго:
  - Чемпион (20): 1972, 1973, 1974, 1975, 1976, 1977, 1978, 1980, 1981, 1984, 1985, 1987, 1989, 1990, 1992, 1993, 1995, 1996, 1997, 1999.
- Кубок Тринидада и Тобаго:
  - Обладатель (6): 1974, 1981, 1985, 1989, 1991, 1996.
  - Финалист (3): 1995, 1998, 2005.
- Кубок чемпионов КОНКАКАФ:
  - Обладатель (2): 1978, 1985.
  - Финалист (2): 1987, 1988.
- Карибский клубный чемпионат:
  - Обладатель (1): 2001.